# Otto Krammer
Otto Krammer (* 18. Juli 1903 in Wien; † 16. April 2007 ebendort) war ein österreichischer Ministerialbeamter und Studentenhistoriker.

## Leben
Otto Krammer wurde als Sohn des späteren Wiener Landtagsabgeordneten Josef Otto Krammer (1880–1971) geboren. Er besuchte die Übungsvolksschule der Lehrerbildungsanstalt in der Sophienbrückengasse (heute Kundmanngasse) und ab 1913 das Landstraßer Gymnasium (heute Gymnasium Kundmanngasse).
Ebendort engagierte er sich ab 1919 für den Christlich Deutschen Studentenbund (CDSB), später Bund Neuland und gründete im 26. November 1919 mit Unterstützung der KÖHV Franco-Bavaria Wien die Verbindung Frankonia im Mittelschüler-Kartell-Verband, die Gründungsversammlung leitete der damalige Senior der Franco-Bavaria Engelbert Dollfuß, ein Teilnehmer war der spätere Unterrichtsminister Felix Hurdes. Ebenso war er 1920 einer der Gründer der katholischen Hochschulverbindung KAV Bajuvaria Wien.
Noch als Schüler am Gymnasium besuchte Krammer einen Bank- und Handelskurs, nach der Matura 1921 begann er ein Studium an der Rechts- und Staatswissenschaftlichen Fakultät der Universität Wien, daneben arbeitete er von 1922 bis 1925 bei der Union Bank, 1926 machte er den Dr. jur. Nach dem Gerichtsjahr trat er 1927 in den Dienst der Post- und Telegraphenverwaltung in Wien. 1933 wurde er in das für die Post zuständige Bundesministerium für Handel und Verkehr einberufen und 1934 dem Bundeskanzleramt der Personalsektion zugeteilt, ebendort versuchte er unter dem Sektionschef Arbogast Josef Fleisch zu verhindern, dass die Beamtenschaft von Nationalsozialisten unterwandert wird.
Beim Anschluss Österreichs an Hitler-Deutschland im März 1938 wurde Krammer entlassen und mit Jänner 1939 mit der Hälfte des Ruhegenusses in den Ruhestand versetzt. Ab 1939 arbeitete Krammer in der Privatwirtschaft, 1941 wurde er zur Wehrmacht eingezogen.
Nach dem Krieg wurde Krammer rehabilitiert und arbeitete wieder für die Direktion der Post- und Telegraphenverwaltung im Verkehrsministerium, er wurde 1946 zum Ministerialrat ernannt und ging Ende 1967 mit dem Titel Sektionschef in Pension. Wegen seiner Zuständigkeit für die Postwertzeichen (Briefmarken), wo er für die künstlerischen Entwürfe zuständig war, erhielt er den Berufstitel Professor.
In der Pension engagierte sich Krammer als Studenten- und Kirchenhistoriker, wobei er zum Kreis um den Kirchenhistoriker Franz Loidl gehörte. Ein besonderes Anliegen von Krammer waren die Auseinandersetzungen der Jugendbewegung (Bund Neuland) mit der kirchlichen Strategie der Zurückdrängung der Katholischen Verbände durch die Katholische Aktion, hier traf er sich auch mit dem Grazer Kirchenhistoriker Maximilian Liebmann.
Anton Böhm (1904–1998), bis 1938 Führer vom Bund Neuland und illegaler Nationalsozialist, nach dem Krieg von 1963 bis 1973 Chefredakteur beim Rheinischen Merkur in Bonn, charakterisierte Krammer als Stimme aus dem Grab des verschiedenen (wohl verstorbenen gemeint) Verbandskatholizismus.
Krammer besuchte bis ins hohe Alter die 12-Uhr-Messe im Stephansdom. Bei Gesprächen verabschiedete er sich gerne mit dem Gruß Gott mit dir!
Krammer wurde am Wiener Zentralfriedhof begraben.
Krammer war mit Renate, einer Tochter von Richard Krasser (1874–1951) verheiratet.

## Publikationen
- Der Christlich-Deutsche Studentenbund. 1973.
- Der neue Geist, seine Auswirkungen auf das Zusammenleben der Katholiken und die Seelsorge aus der Sicht der Erzdiözese Wien. 1975, 2. erweiterte Auflage 1995.
- Die Geschichte der Katholischen österreichischen Studentenverbindung Frankonia. 1919–1989. 1919–1979 Wien 1980, 2. erweiterte Auflage 1919–1989 Wien 1995.[3]
- Geschichte der katholisch akademischen Verbindung Bajuvaria im ÖCV. 1920–1980. 1984.
- Geschichte der katholisch österreichischen Verbindung Vandalia. 1988.
- Akademia. Ein katholischer Finkenverein zu Wien. 1902–1983. 1988.
- Publikationen von Mitgliedern der katholischen akademischen Verbindung Bajuvaria in Wien. 1995.